# De Nieuwe Noorder

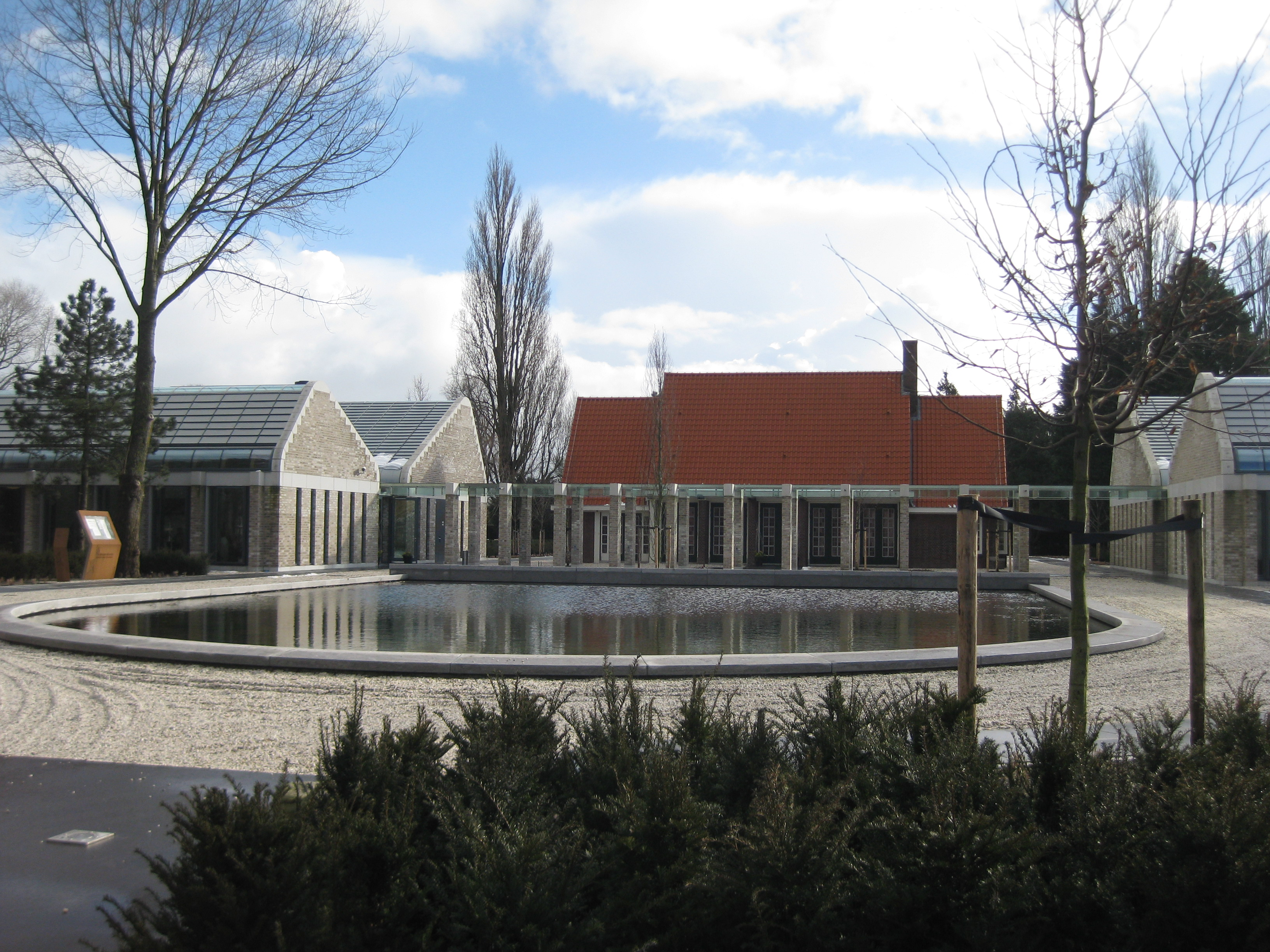
Entree De Nieuwe Noorder na de renovatie

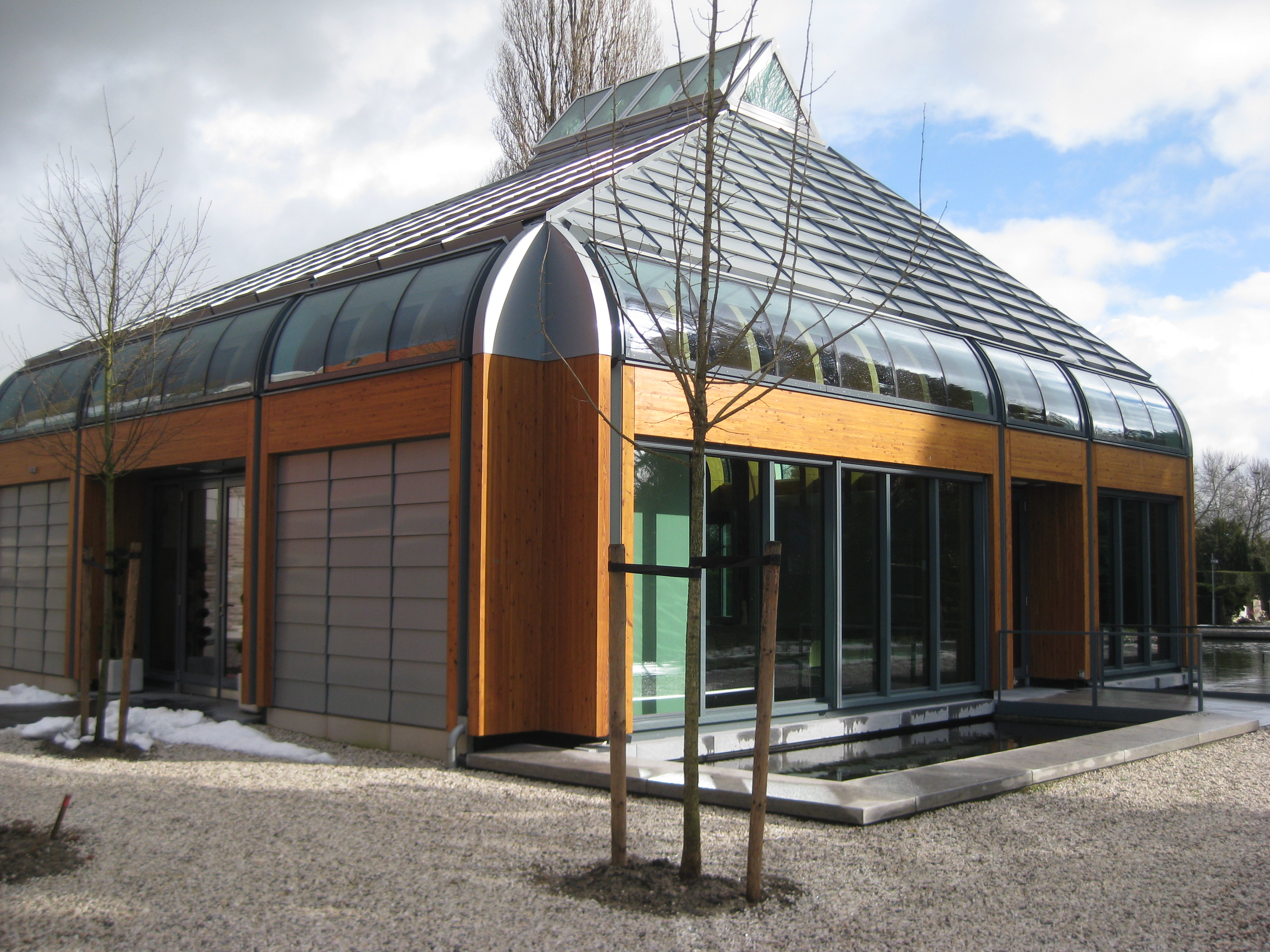
Aula

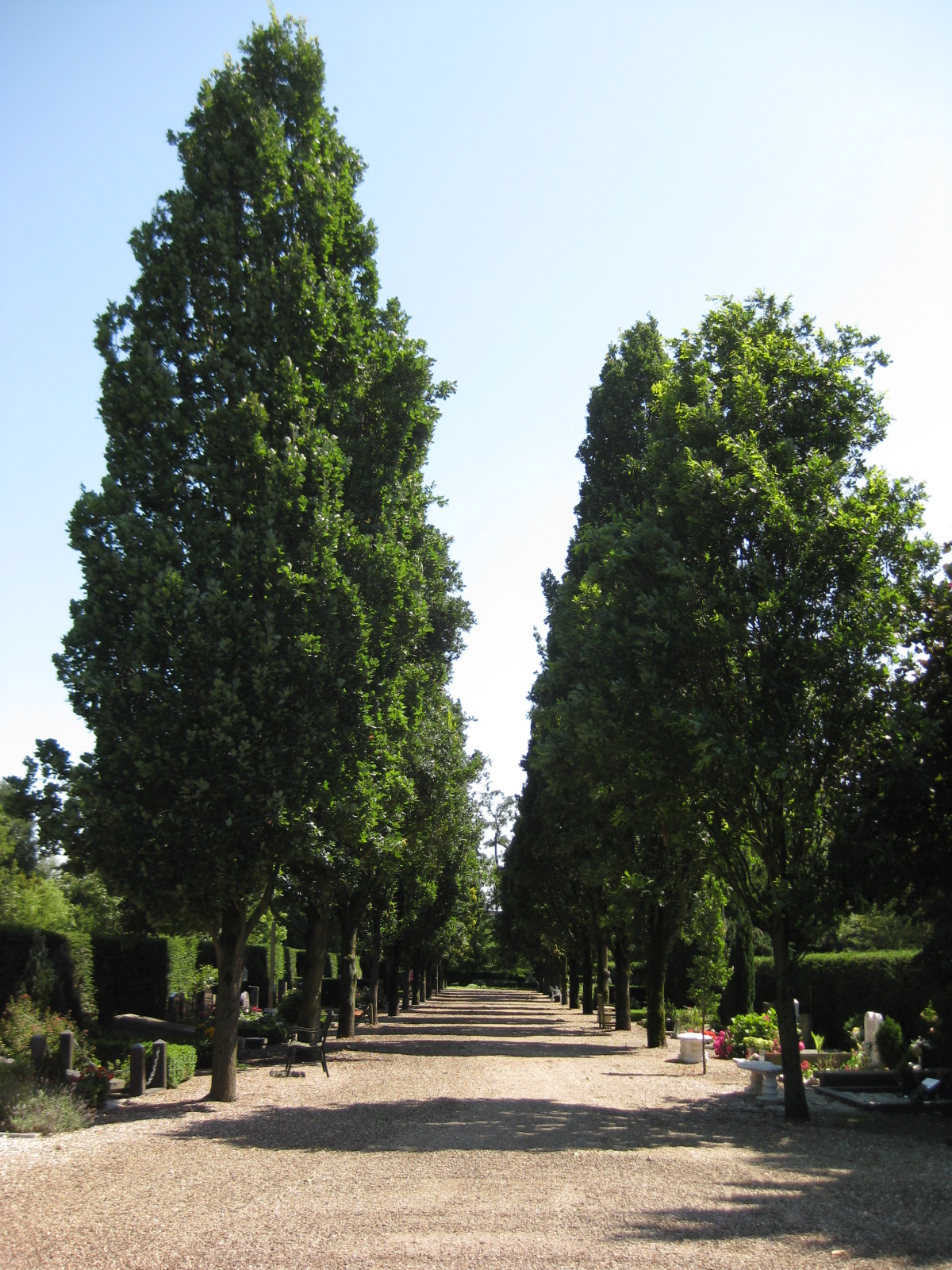
De Nieuwe Noorder

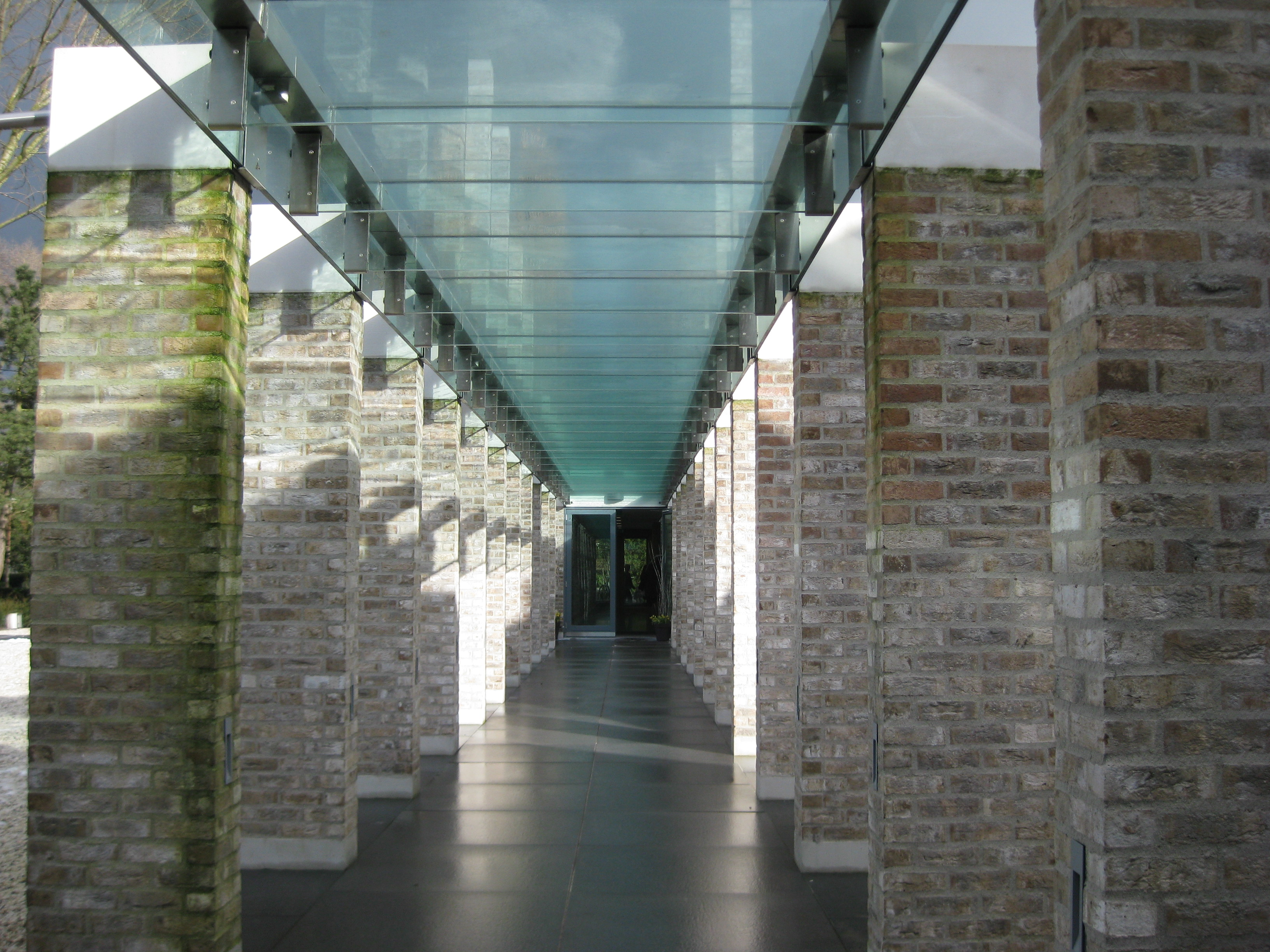
Gaanderij naar de condoléance ruimte

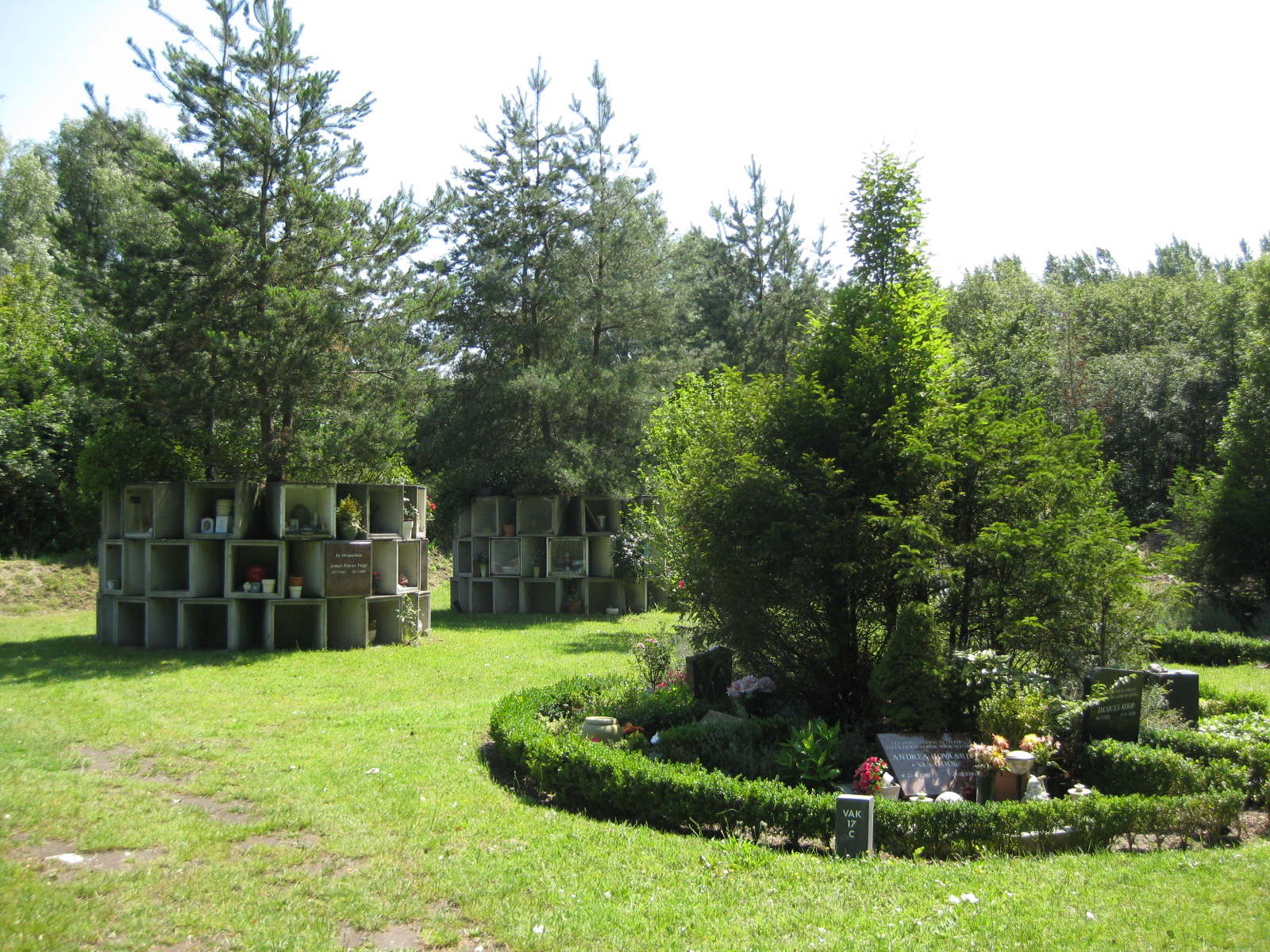
Het columbarium (de urnenmuur)

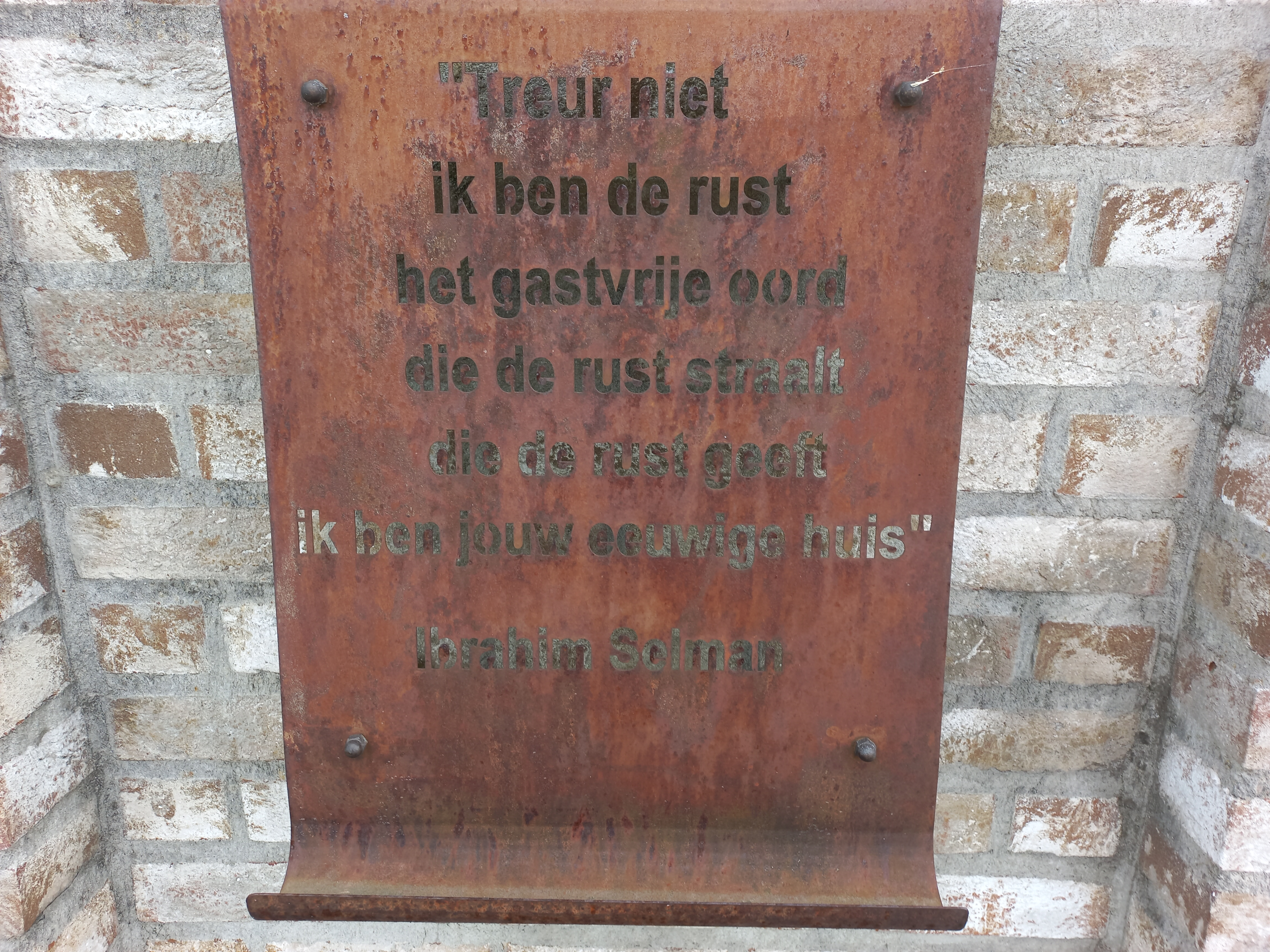
Selman op De Nieuwe Ooster (juni 2024)

De Nieuwe Noorder, voorheen de Noorderbegraafplaats, is een algemene begraafplaats in Amsterdam-Noord, aan de Buikslotermeerdijk 83 (bij het Noordhollandsch Kanaal), ten noorden van de IJdoornlaan en ten zuiden en westen van de wijk Elzenhagen.
De begraafplaats wordt beheerd door het Stadsdeel Amsterdam-Noord en heeft een oppervlakte van 7 hectare.
De begraafplaats is iedere dag toegankelijk, zomers vanaf 7.30 uur tot 20.30 uur en s 'winters van 8.00 uur tot 17.30 uur.

## Geschiedenis
De begraafplaats werd op 1 augustus 1931 geopend.
Sinds 1937 is er ook een rooms-katholiek gedeelte.
Op de begraafplaats bevinden zich de ossuaria van oude kerkhoven uit de binnenstad van Amsterdam, waaronder van de Westerkerk.

### Fokkermonument
In juli 1943 waren er bombardementen op Amsterdam-Noord, gericht tegen de voormalige vliegtuigfabrieken van Fokker. 93 van de 206 overledenen vonden hun laatste rustplaats op de —destijds— Noorderbegraafplaats. Wanneer 60 jaar na dato deze graven zouden worden geruimd, dreigde de herinnering aan dit tragische evenement te verdwijnen. De historische gebeurtenis verbindt vele Noorderlingen en er ontstond behoefte aan een alternatief om de herinnering in leven te houden. Op de begraafplaats is op 17 juli 2003, precies 60 jaar na het bombardement, een monument ter herdenking aan de slachtoffers onthuld vanuit het Dagelijks Bestuur van stadsdeel Amsterdam-Noord. Jaarlijks wordt bij dit Fokkermonument een herdenking gehouden.

### Uitbreiding
In 2012 is de begraafplaats uitgebreid en vernieuwd. Er is een crematorium gebouwd en een nieuwe aula. De voormalige aula is gerenoveerd en nu in gebruik als wachtruimte.
Na de renovatie is de nieuwe naam "De Nieuwe Noorder" in gebruik genomen.
De nieuwbouw is ontworpen door Dok Architecten, Gianni Cito en Herman Zeinstra en genomineerd voor de Amsterdamse Architectuur Prijs 2013. Uit die tijd stamt ook een gedicht van stadsdeeldichter Ibrahim Selman aan de poort:
Treur niet
ik ben de rust
het gastvrije oord
die rust straalt
die rust geeft
ik ben jouw eeuwige huis

## Bekende overledenen
Op de begraafplaats liggen onder meer begraven:
- Karl Peter Berg, kampcommandant, 1907-1949
- Ton Regtien, activist, 1938-1989
- Enneüs Heerma, politicus, 1944-1999
- Wubbo de Jong, fotograaf, 1946-2002
- Ans van Dijk, collaborateur, 1905-1948

## Foto's van de begraafplaats

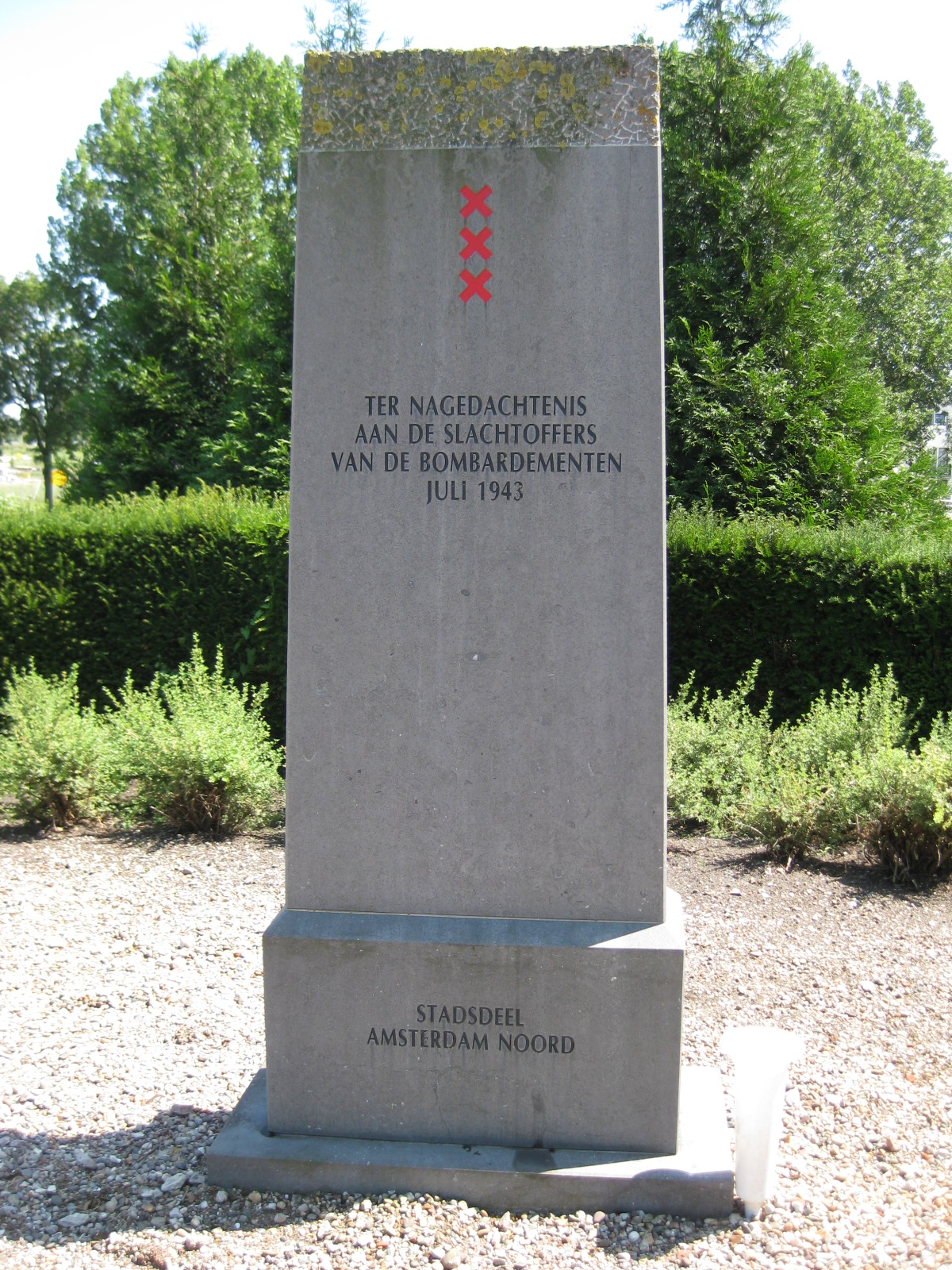
Het Fokkermonument
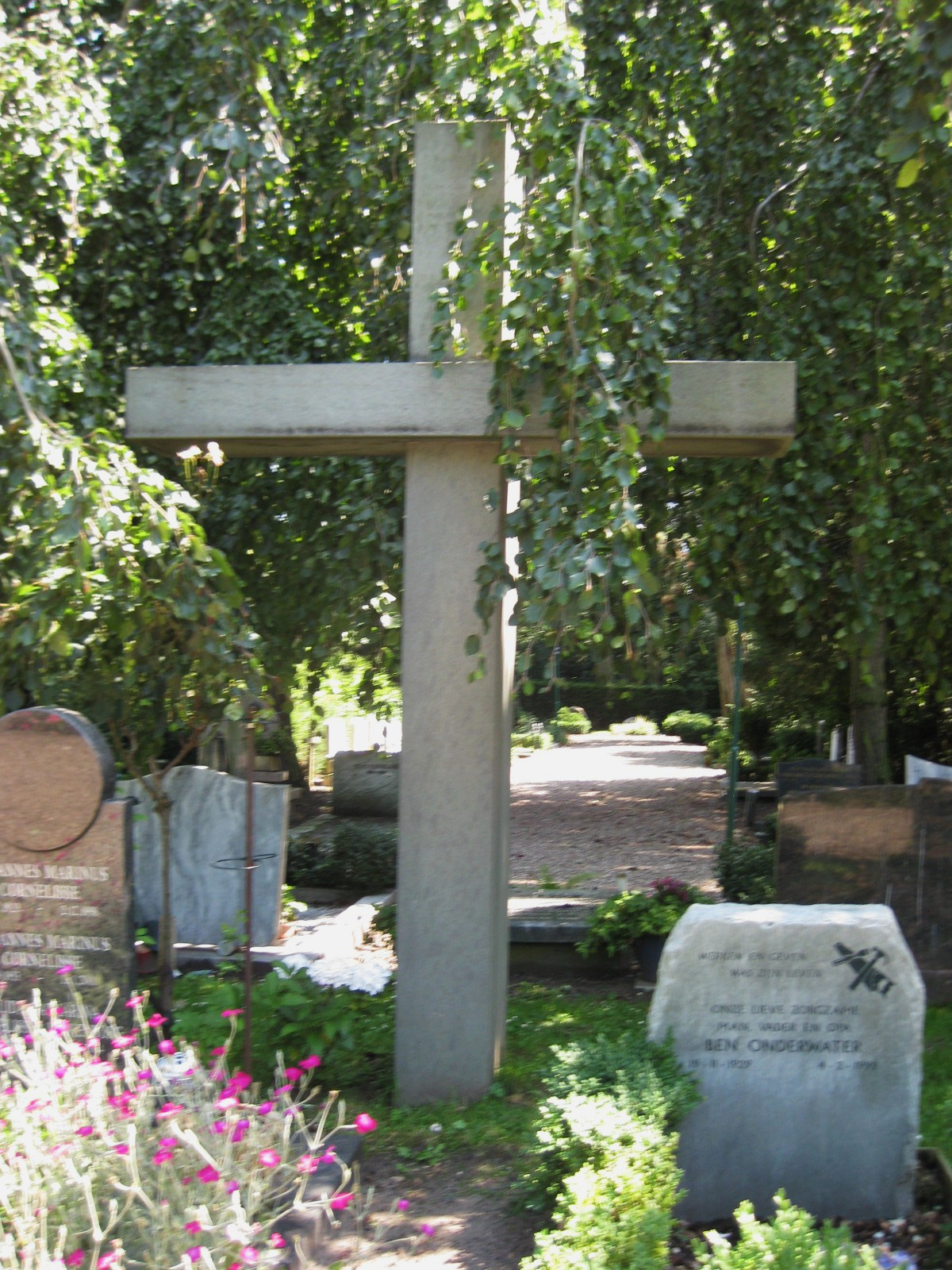
Het Kruisteken op het rooms-katholieke gedeelte

## Dorpskerkhoven
In de dorpen Buiksloot, Durgerdam, Holysloot, Nieuwendam, Ransdorp, Schellingwoude en Zunderdorp bevinden zich oude dorpskerkhoven.
Door annexatie van de gemeenten Buiksloot, Nieuwendam en Ransdorp vallen deze kerkhoven sinds 1921 onder de gemeente Amsterdam. De dorpskerkhoven zijn gereserveerd voor mensen die een band hebben met het betreffende dorp. Sinds 1931 worden ze beheerd vanuit de Noorderbegraafplaats, die zelf ook in het geannexeerde gebied ligt.